# Ryen
Le Pays de Ryen ou Pays de Reyen est l'un des sept quartiers (ou cantons) du marquisat d'Anvers. C'était la zone proche de la ville d'Anvers elle-même, comprenant Merksem, Deurne, Broechem, Kontich (partiellement) et Hove.
Le nom est un nom historique pour une roselière, c'est-à-dire la zone contenant le sol fertile de la vallée d'une rivière ou d'un ruisseau.
Ce nom est également utilisé dans la province d'Anvers et plus précisément dans les environs de Viersel. Cette partie de la vallée de la Nèthe contient les villages de Viersel, Nijlen, Pulle, Zandhoven, Broechem, Emblem, Kessel et Lierre. 
Les deux concepts ont la même origine, mais ne sont pas toujours utilisés dans un sens bien défini qui renvoie exactement aux mêmes endroits.
À Merksem et Schoten, le nom Reyen se trouve dans le district de scoutisme Ten Reyen
Dans un passé encore plus lointain, à partir du 5ᵉ siècle, toute la zone qui correspond maintenant à peu près à l'ouest de la province d'Anvers au nord du Rupel (approximativement l'actuelarrondissement d'Anvers)  était appelé le pagus Renensium,  gau Rien ou pays de Ryen. En ce sens, vers le 11ᵉ siècle, il correspondait à l'entièreté du marquisat d'Anvers.